# Deir Istiya
Deir Istiya, en arabe : دير إستيا, est une ville du gouvernorat de Salfit en Palestine. Elle est située à quinze kilomètres au sud-ouest de Naplouse au nord de la Cisjordanie.
Selon le recensement du bureau central palestinien des statistiques, la localité compte une population de 3 696 habitants en 2017.